# Городецкий, Владислав Владиславович
Владисла́в Владисла́вович Городе́цкий (настоящее имя — Лешек Дезидерий Владислав Городе́цкий, пол. Leszek Władysław Horodecki; 23 мая [4  июня] 1863—3 января 1930) — польский архитектор работавший преимущественно на Украине (в Киеве), после эмиграции в 1920 году — в Польше и Тегеране (Персия).

## Биография
Родился в мае 1863 года в польской шляхетской семье на Подолье в селе Шелудьки (ныне в Немировском районе Винницкой области). В 1890 году окончил Императорскую Академию художеств в Петербурге. В том же году переехал в Киев, где прожил 30 лет. В. Городецкий, по словам Н. Дёмина, является одним из архитекторов, внёсших наибольший вклад в формирование архитектурного образа Киева.
Городецкий был владельцем цементного завода «Фор» под Киевом и реализовывал большинство своих проектов из своего бетона.
Городецкий очень любил путешествовать. В течение 20 лет Городецкий совершил пять экскурсий в разные места Сибири, Средней Азии, Персии и Афганистана. В 1911 году он осуществил свою давнюю мечту и совершил путешествие в тропическую Африку. Страстный охотник Городецкий, по итогам своего путешествия, издал свою знаменитую книгу "В джунглях Африки. Дневник охотника". Первый ограниченный тираж этой книги (500 экз.) увидел свет в 1914 году.
В 1920 году эмигрировал в Польшу. В 1928 году американская компания, инвестировавшая деятельность Городецкого в Польше, пригласила его на должность главного архитектора синдиката по сооружению персидских железных дорог, и он переехал в Тегеран. 3 января 1930 года Владислав Городецкий умер. Похоронен на римско-католическом кладбище Долаб в Тегеране.

## Творчество

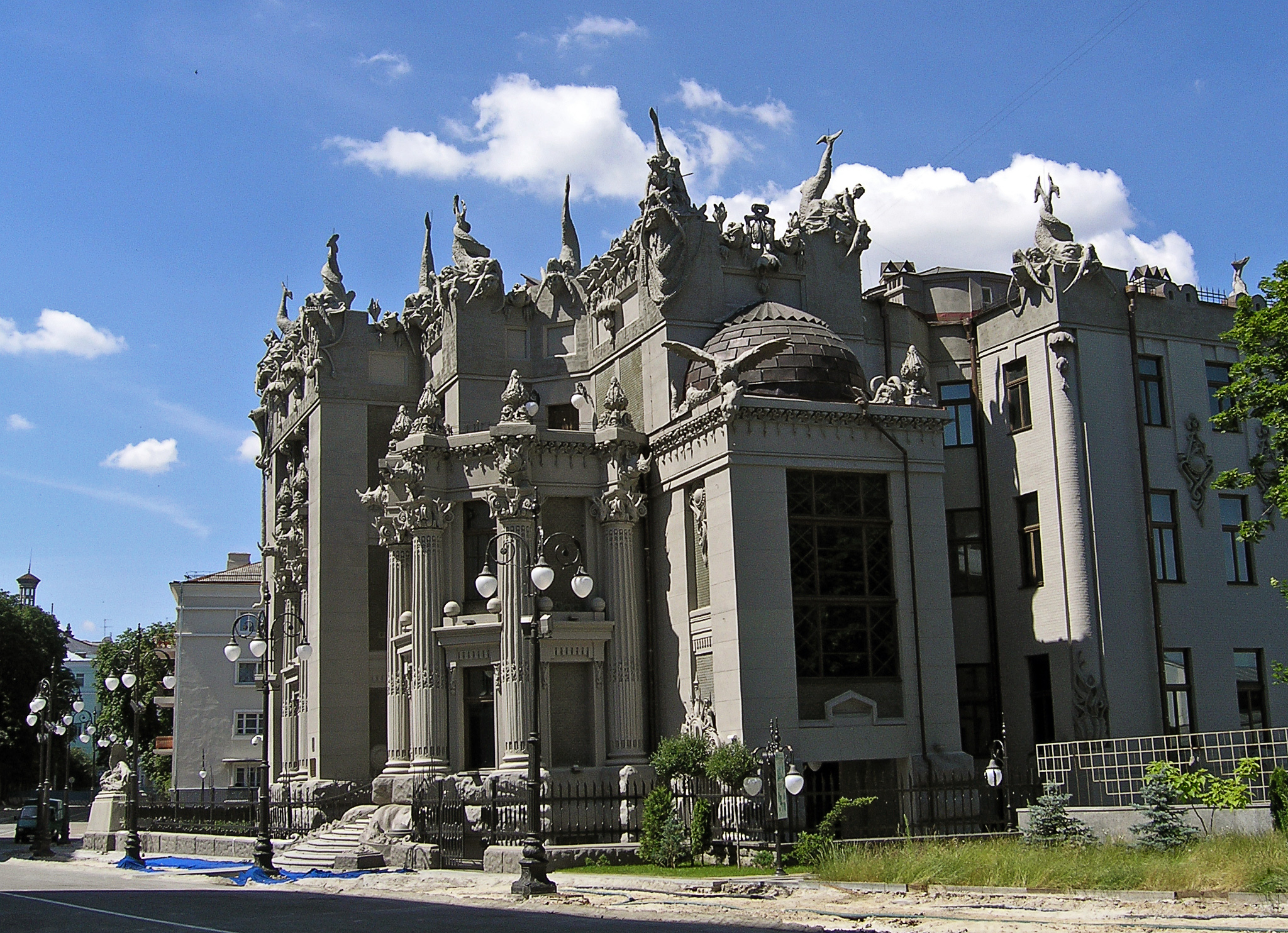
Дом с химерами

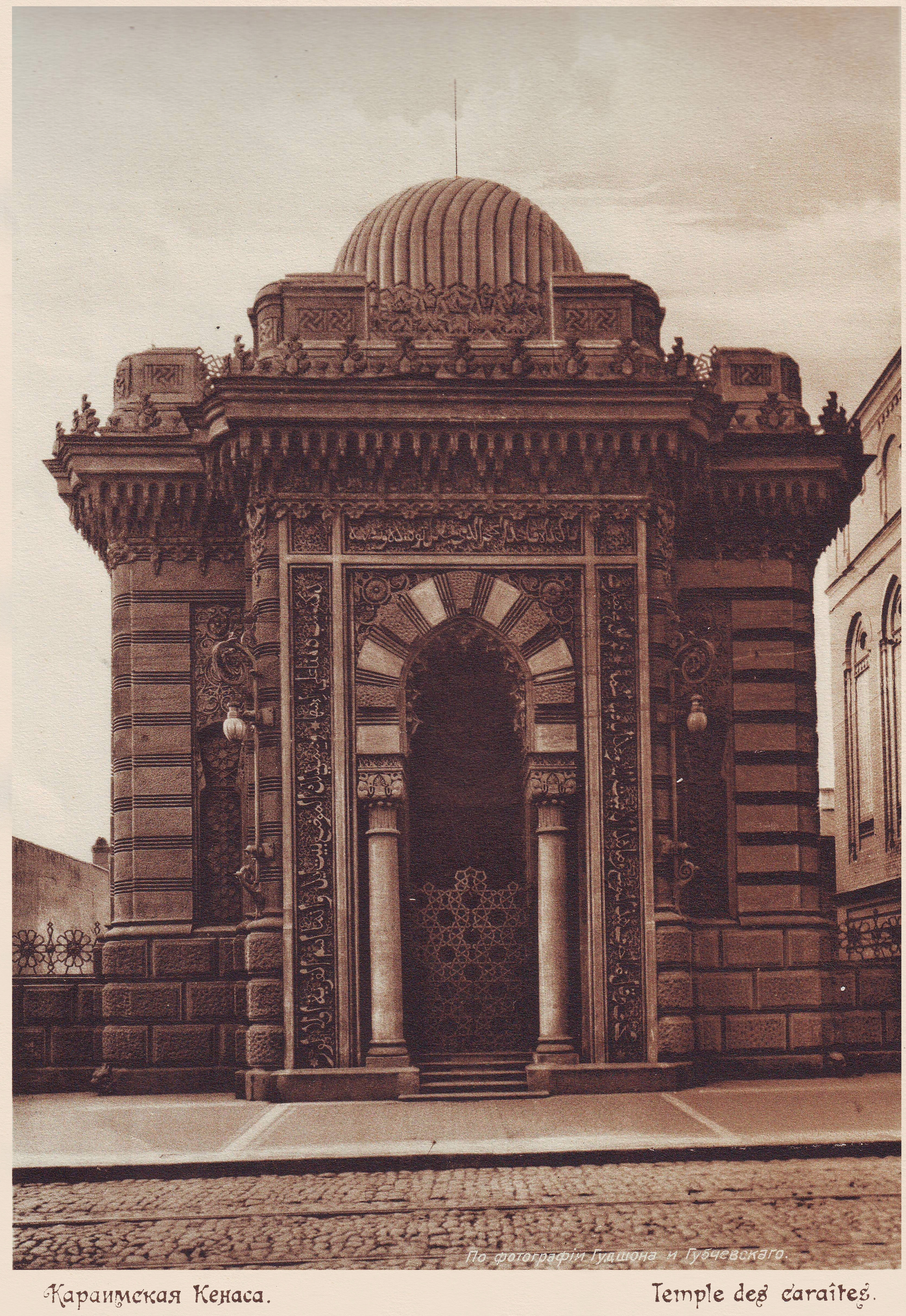
Караимская кенасса

- 1890 — Южнорусский машиностроительный завод, Киев, ул. Жилянская, 101.
- 1897—1899 — Городской музей древностей и искусств по проекту П. С. Бойцова (Киев, улица Михаила Грушевского, 6)[3]. Центральный портал представляет собой классический древнегреческий ордер, а горельеф во фронтоне изображает аллегорию торжества искусств. Пара величественных львов стерегут здание. Возведён из бетона и является уникальным в своём роде.
- 1898 — зрительный зал театра Соловцова, Киев, площадь И. Франко, 3. Оформленный в стиле рококо, по своему удобству этот театральный зал в начале XX века был признан одним из лучших в Европе.
- 1899—1909 — Костёл Святого Николая, Киев, ул. Большая Васильковская, 77. Построен в готическом стиле — с двумя шпилевыми башнями, традиционным круглым окном — «розой», с насыщенным лепным декором.
- 1900 — Караимская кенасса в мавританском стиле, Киев, ул. Ярославов Вал, 7. Во время реконструкции был уничтожен купол.
- Мебельная фабрика Кимаера, Киев, ул. Архитектора Городецкого, 13
- Доходный дом, Киев, ул. Большая Васильковская, 25.
- 1901—1903 — Дом с химерами — собственный доходный дом в стиле модерн, Киев, ул. Банковая, 10. Расположен на крутом склоне, поэтому на улицу выходят фасады в три этажа, а во двор — шестиэтажные. Украшен снаружи и внутри множеством скульптурных деталей. Их выполнил итальянский скульптор и близкий друг архитектора — Элио Саля (1864—1920), соавтор всех архитектурных произведений Городецкого в Киеве.

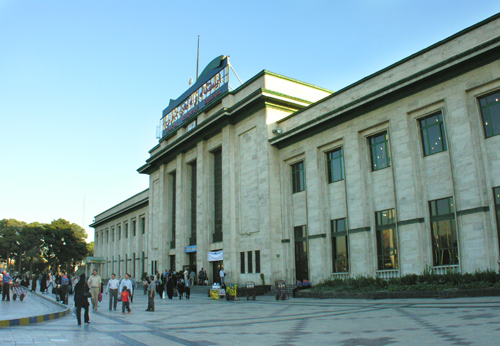
Здание вокзала в Тегеране

- Голубой дворец — здание бывшей гостиницы «Славянская» в Черкассах в стиле неоготики.
- Гимназии в Умани и Черкассах.
- Больница в Мошнах.
- Сахарный завод в Шпикове.
- Городская баня в Згеже.
- Мавзолей Потоцких в с. Печера.
- Вилла в Евпатории.
- Тегеранский железнодорожный вокзал.
- Гостиница в Гачсаре[англ.], к северу от Тегерана.
- Здание Шамс Пехлеви (дочери персидского шаха Резы Пехлеви) в шахском дворце Саадабад в Тегеране (предположительно, построено по эскизам Городецкого после его смерти)[4].

## Память

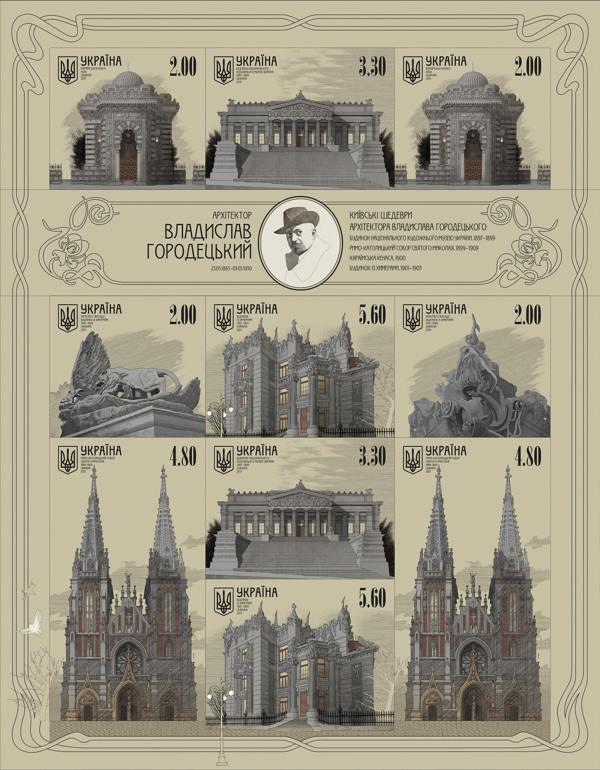
Марка Украины, посвящённая В. Городецкому. 2014 г.

В честь знаменитого киевского зодчего названа в столице улица Архитектора Городецкого, ведущая от площади Независимости к Дому с химерами, бывшая Николаевская, в советское время — Карла Маркса.
В 2004 году в Киеве, в Пассаже, был установлен памятник Владиславу Городецкому. В свое время архитектор имел обыкновение захаживать в здешние кофейни. Скульптор Владимир Щур изобразил его сидящим с чашечкой кофе за столиком, на котором лежит написанная Городецким книга «Въ джунгляхъ Африки. Дневникъ охотника»: зодчий был еще и страстным охотником, путешественником, и в этих записках отразил, в частности, свои впечатления от сафари в Кении. Роскошное издание вышло в свет в 1914 году.